# Molnár István (ügyvéd)
Péterfalvi Molnár István (Pórszombat, 1784. szeptember 5. (keresztelés) – 1816 után) bölcseleti és jogi doktor, táblai ügyvéd.

## Életrajza
Molnár Pál és Tooth Anna fiaként született. Gyakorló ügyvéd volt Pesten és több megye táblabírája. Egy darabig ideig Kelemen Imre helyett magánjogot adott elő 1815-16-ban a pesti egyetemen. Ő szerkesztette az első magyar közhasználatú döntvénytárat. Egyetlen elméleti műve az ősiséget védi. Név nélkül jelentette meg műveit.

## Munkái
- Sententiae excelsae curiae regiae intra annum 1769, quousque videlicet decisiones curiales in plano tabulari extenduntur, et generalium regni judiciorum terminum port pascha anni 1823 incidentem inclusive latae, exceptis sententiis i. tabulae regiae judiciariae simpliciter approbatoriis per… juxta ordinem chronologicum in seriem materiarum in plano tabulari contentarum, in medio repertorii annexi facile reperibilum, pro majori intellectu singulis sententiis i. tabulae regiae judiciariae designato instituto, foro, ubi causa decurrit, et substrato actionali sententiam exc. septemviratus si fuit, aut reperiri potuit, cum dato emanationis subnectendo, in uberiorem iuris patrii cognitionem privata industria digestae. Pestini, 1823-1824. Két kötet. Pars Prima (A kuriai határozatok további sorozatát: Sententiae… 1822-31. 18 füzetben, (l. Petrik Bibliogr. III. 370 l.) szintén ő adta ki névtelenül Pesten.
- Elmélkedés, az ősiségnek általános eltörlése a birtoknak állandósítására épen szükségtelen és czélt vesztő, sőt mint köztársaság elvű, a királyi thrónt, és az alkotmányt feldúló valóságos halálos vétek; hanem az alkotmánynak szellemében annak módosítása mind az alkotmánynak, mind a birtoknak szilárdítása, és így elkerülhetetlenül szükséges. Pest, év n.